# محوطه حاج منعم ۰۲۸
محوطه حاج منعم ۰۲۸ مربوط به دوران‌های تاریخی پس از اسلام است و در شهرستان شوشتر، روستای حاج منعم واقع شده و این اثر در تاریخ ۵ آذر ۱۳۸۰ با شمارهٔ ثبت ۴۲۷۱ به‌عنوان یکی از آثار ملی ایران به ثبت رسیده است.